# خوسيه مينديز (عداء سريع)
خوسيه مينديز (بالبرتغالية: José Mendes‏) هو عداء سريع برتغالي، ولد في 13 أبريل 1972.

## وصلات خارجية
- خوسيه مينديز على موقع الاتحاد الدولي لألعاب القوى (الإنجليزية)
- خوسيه مينديز على موقع الاتحاد الأوروبي لألعاب القوى (الإنجليزية)
- خوسيه مينديز على موقع أوليمبيديا (الإنجليزية)